# 高山一弘
高山一弘（Kaz Takayama）は、日本のギタリスト、実業家。ソウルアロー株式会社代表取締役。神奈川県出身。

## 略歴
音楽専門学校卒業後に渡米、エレキギターをボストンのバークリー音楽大学教授のジョン・フィンに師事。またアコースティックギターを岡崎倫典に師事。有名ミュージックスクールの講師資格を取得し、帰国後は東京にてギターレッスンを開始。レッスンプロとして、紅白歌合戦、レコード大賞、ミリオンセラー、映画、CMソングなど多方面で活躍するトップアーティストから、音楽大学卒業後に受講する生徒まで、国内や国外を問わず多数指導している。
Kaz Takayamaギター教室として東京でギターの個人レッスンを開始、また2005年ソウルアロー音楽教室を立ち上げ、2010年に設立したソウルアロー株式会社の音楽やダンスの教室は全国217か所、在籍講師459名に及び、音楽やダンス教育の第一人者として活躍する。ギター教室やソウルアローで本並健治、AKB48、剛力彩芽、松岡茉優、東京女子流、福田沙紀、トレンディエンジェル斎藤司、橋本環奈、紺野彩夏など多数の有名人を指導。
TBSラヴィット!、テレビ朝日お願いランキング、日本テレビ世界一受けたい授業をはじめとするテレビ番組や、大人ザテレビジョン、声優グランプリなど多数のメディアに出演。ギタリストとしてt-Aceの楽曲レコーディングに参加。
経営者向けのコンサルティング、コーチング、ウェブマーケティング事業も行っている。これまでに携わった業種はエステティックサロン、金属加工業、健康食品販売業、求人募集就職斡旋、不動産仲介業、結婚相談、飲食業など多岐に渡る。

## 指導アーティスト、俳優女優、タレント、アスリートなど
- 紅白歌合戦出場歌手 多数
- ミリオンセラーアーティスト
- CMソングアーティスト
- 日本アカデミー賞 受賞俳優
- 映画、連ドラ出演俳優 女優
- トップアイドル
- 5大ドームツアーアーティスト
- 1ツアー30万人動員アーティスト
- 日産スタジアムライブアーティスト（1公演7万人動員）
- 武道館ライブ・バンド、アイドル多数
- ROCK IN JAPAN FESTIVAL 出演アーティスト
- ビルボードトーキョー出演者
- ミュージックステーション 出演アーティスト
- COUNT DOWN TV 出演アーティスト
- フランス「JAPAN EXPO」出演アーティスト
- 台湾「No Fear Festival」出演アーティスト
- 海外で活躍するアーティスト
- 音楽配信18冠達成アーティスト
- アニソンダウンロード1位獲得アーティスト
- 秋元康プロデュースアイドルグループ
- 人気アニメ主題歌歌手
- 人気アニメ声優
- アニメ 「ONE PIECE」 作曲家
- アニメ 「プリキュア」作曲家
- アニメ「ガンダム」作曲家
- アニメ「テニスの王子様」作曲家
- アニメ「TIGER & BUNNY」作曲家
- アニメ「ソウルイーター」作曲家
- アニメ「遙かなる時空の中で」作曲家
- アニメ「プリンセス・プリンセス」作曲家
- アニメ「まじかるカナン」編曲家
- アニメ「それいけ!アンパンマン」編曲家
- NHK連続テレビ小説 作曲家
- 紅白歌合戦オープニングテーマ作曲家
- SMAP 編曲家
- V6 編曲家
- 関ジャニ∞ 作曲家
- Hey! Say! JUMP 作編曲家
- ジャニーズWEST 作曲家
- 東方神起 作編曲家
- EXILE ATSUSHI 編曲家
- L'Arc〜en〜Ciel 編曲家
- 水樹奈々 作編曲家
- 川嶋あい 編曲家
- 柴咲コウ 作曲家
- いぎなり東北産 作編曲家
- クリス・ハート 作曲家
- 田原俊彦 編曲家
- 超特急 作編曲家
- 藤澤ノリマサ 作編曲家
- AFTERSCHOOL 編曲家
- BoA 作曲家
- globe 編曲家
- SE7EN 作編曲家
- TETSUYA 編曲家
- ミス・ユニバースジャパンファイナリスト
- 関西コレクション出演者
- non-no専属モデル
- M-1グランプリ優勝者
- セブンティーン専属モデル
- サッカー元日本代表選手
- JRA G1レース騎乗騎手
- プロゴルファー
- 有名デザイナー
- 上場企業のCEO、取締役

## 指導アーティスト受賞歴
- レコード大賞受賞アーティスト
- メガロポリス歌謡祭 最優秀新人賞 受賞
- 歌謡ゴールデン大賞新人グランプリ 受賞
- 新宿音楽祭 受賞
- 日本テレビ新人音楽祭ベストアピール賞受賞
- 日本歌謡大賞 受賞
- 全日本有線放送大賞 受賞
- 日本有線大賞 受賞
- 日本レコード大賞 受賞
- ゴールデン・アロー賞 受賞

## レコードレーベル、プロダクション、メーカー、企業
- エイベックス
- Sony Music
- SME Records
- ユニバーサルミュージックジャパン
- SACRA MUSIC
- Steezlab Music
- 徳間ジャパンコミュニケーションズ
- キングレコード
- トイズファクトリー
- GOEMON RECORDS
- 残響レコード
- オスカープロモーション
- ジャニーズ事務所
- 吉本興業
- ホリプロ
- ワタナベエンターテイメント
- Apollo Bay AMUSE GROUP
- プロダクション尾木
- パパイヤミュージック
- 長良プロダクション
- スコップミュージック
- スペースクラフトエージェンシー
- ギブソン・ギター・コーポレーション・ジャパン
- エピフォン
- 電通ランウェイ
- KETEL

## 出演、制作協力メディア
- Amazonプライム「水原希子キコキカク」
- テレビ朝日「お願いランキング」
- 日本テレビ「世界一受けたい授業」
- フジテレビ「ホンマでっか!?TV」
- TBS「マザー・ゲーム〜彼女たちの階級〜」
- TBS「ラヴィット!」
- TBS 「世界の匠が“技術”で激突 決戦！タイガー＆ドラゴン」
- テレビ東京「笑う妖精」
- CM「NTT Docomo」
- CM「フロムA」
- フジテレビ「魁!音楽番付」
- WOWOW「夢を与える」
- BSジャパン「神様からの宿題」
- BSフジ「東京女子流スレスレTV!」
- ひかりTV「AKB48のガチチャレ」
- 雑誌「月刊 ザテレビジョン」
- 雑誌「月刊大人ザテレビジョン」
- 雑誌「月刊 声優グランプリ」[1]
- 徳間書店「ボイスアニメージュ」
- 雑誌ソニーマガジンズ「PATi-PATi」
- DVD「メモ・リアル」
- YouTube「Epiphone For Every Challenge～紺野 彩夏～」
- YouTube「熊田茜音 Official Channel」